# شاتو د رئو

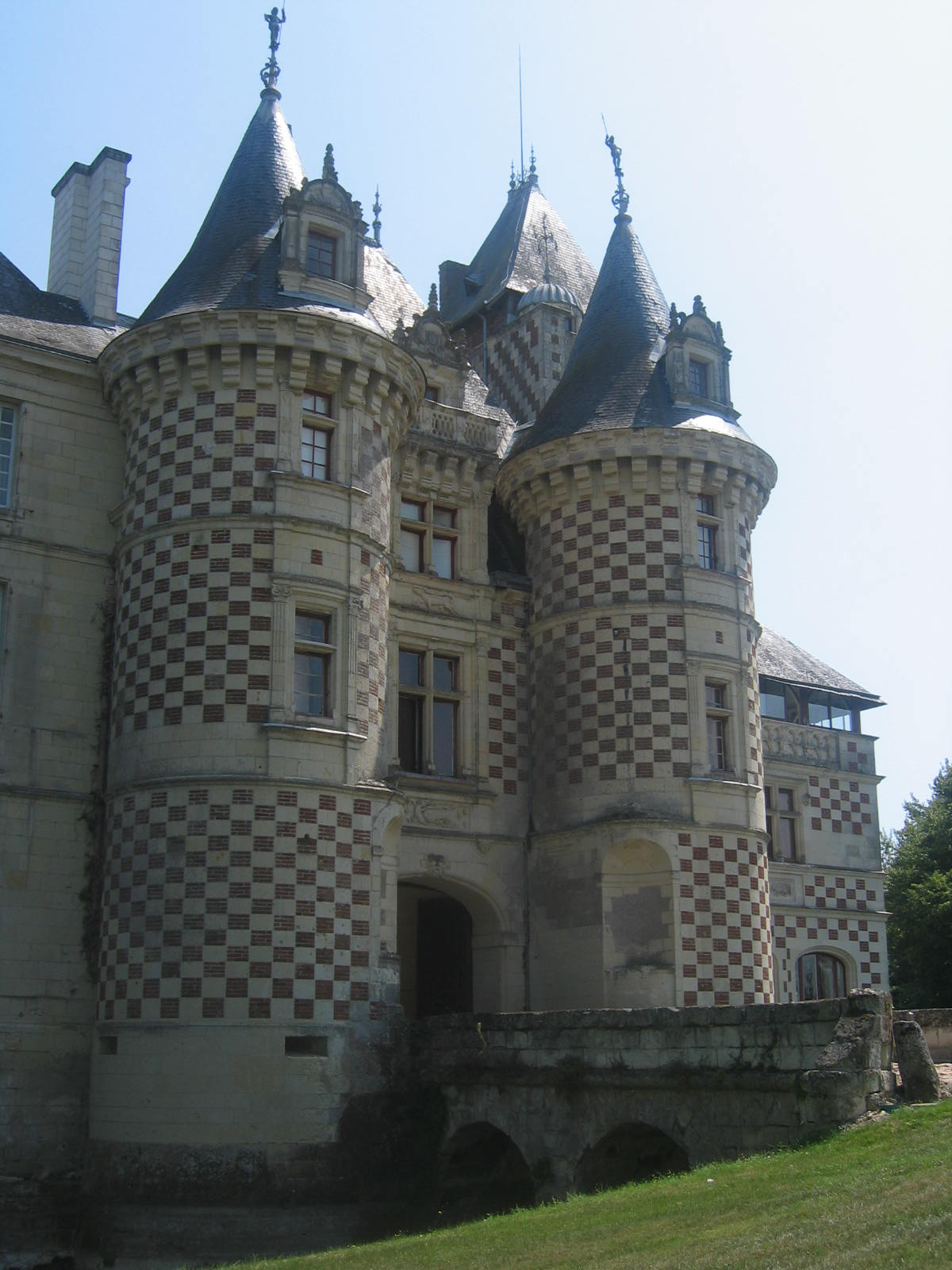

شاتو دِ رِئو (انگلیسی: Château des Réaux) یک قلعه در کمون اندر-ا-لوآر در فرانسه می باشد. این دژ در قرن پانزدهم میلادی ساخته شد.